# عملیات محمد رسول‌الله
عملیات محمد رسول‌الله از عملیات‌های نظامی نیمه‌گسترده در خلال جنگ ایران و عراق بود، که به مدت ۲ روز، از ۱۲ دی تا ۱۳ دی ۱۳۶۰ توسط سپاه پاسداران و ارتش، در منطقه بیاره و طویله، عراق، در غرب شهر نوسود، ایران انجام شد. این عملیات به منظور پس زدن قوای عراق و نیز گروه‌های مخالف نظام جمهوری اسلامی در کردستان، از غرب پاوه و جنوب مریوان، به پشت مرزهای بین‌المللی، طرح‌ریزی شده بود.
در این عملیات نیروهای ایرانی از دو محور مریوان و پاوه، وارد عمل شدند و با آزادسازی بخشی از ارتفاعات منطقه، در محدوده بین نوسود و مریوان وارد شهر طویله، عراق شدند و چندین روستا را به تصرف خود درآوردند. در عملیات محمد رسول‌الله، فرماندهی محور مریوان برعهده احمد متوسلیان بود و فرماندهی محور پاوه را محمد ابراهیم همت برعهده داشت.